# Antroponimo
L'antroponimo è il nome proprio attribuito a una persona. Lo studio degli antroponimi è detto antroponimia (o antroponomastica) e rientra nella categoria più vasta dell'onomastica, cioè lo studio del significato e dell'origine dei nomi propri.
Il nome proprio è attribuito in molte culture alla persona alla nascita e ha la funzione di identificare e distinguere un determinato individuo all'interno della collettività. Nel linguaggio burocratico è indicato con il termine nominativo.

## Storia
La distinzione fra nomi propri e nomi comuni è recente nell'evoluzione del pensiero umano, e successiva alla distinzione fra oggetti animati e inanimati, poi inclusa nella struttura grammaticale di molte lingue. Nelle lingue antiche non è quindi infrequente lo scambio di nomi fra le due classi: un nome latino come ursus ("danneggiatore") avrebbe potuto originariamente riferirsi anche a persone oltre che a animali, analogamente alla consuetudine delle tribù indiane d'America e delle popolazioni germaniche che invasero l'Europa. Sempre nelle lingue antiche non usava una distinzione rigida fra nomi maschili e femminili.
La consuetudine di utilizzare un nome si lega con molti aspetti relativi all'inizio della civiltà e delle principali caratteristiche sociali, amministrative, religiose che essa comporta. Già nell'antica Grecia gli abitanti venivano identificati dal nome proprio, da quello del padre e, a volte, dalla località d'origine.
In quasi tutte le religioni esistono particolari cerimonie legate all'assegnazione del nome al neonato; nella religione cristiana, ad esempio, il nome viene imposto in occasione del battesimo.

## Composizione
Nella maggior parte dei paesi occidentali e nella lingua italiana esso è composto da questi elementi: il prenome, che contraddistingue un individuo in sé, usato anche da solo all'interno del nucleo familiare o in situazioni informali; il cognome o nome di famiglia, che contraddistingue ulteriormente l'individuo specificando l'appartenenza a una determinata famiglia o clan; ultimo elemento non sempre presente è il soprannome che, soprattutto in particolari ambienti sociali, sostituisce o affianca il nome e il cognome ufficiali.
In alcune lingue indoeuropee si aggiungono obbligatoriamente altri elementi. In russo, tra il prenome e il cognome è posto il patronimico. Nei paesi di lingua spagnola di seguito al cognome del padre si indica anche quello della madre. Le donne sposate, tuttavia, al posto del cognome della madre pongono quello del marito preceduto dalla preposizione de. In islandese la maggior parte delle persone non ha un cognome e si usa comunemente il patronimico.

## Classificazione
La seguente tabella riporta una distinzione degli antroponimi, in base alla loro derivazione:
| Categoria  | Derivazione             | Esempio             |
| ---------- | ----------------------- | ------------------- |
| Agionimo   | Nome di santo           | Francesconi, Giorgi |
| Coronimo   | Nome di regione         | Pugliese, Siciliano |
| Etnonimo   | Nome di popolo          | Lombardi, Tedeschi  |
| Familonimo | Nome di famiglia        | Della Gherardesca   |
| Fitonimo   | Nome di pianta          | Fiorelli            |
| Idronimo   | Nome di fiume           | Fiume               |
| Limnonimo  | Nome di lago            | D'Orta              |
| Necronimo  | Tema della morte        | Dellamorte          |
| Ornitonimo | Nome di uccello         | Colombo             |
| Oronimo    | Nome di monte           | Alpi                |
| Paleonimo  | Nome antico di località | Partenope           |
| Poleonimi  | Nome di centro abitato  | Milani              |
| Tecnonimi  | Nome di professione     | Fabbri              |
| Teonimo    | Nome di divinità        | Mercuriali          |
| Zoonimo    | Nome di animale         | Agnelli, Leoni      |

Per lo studio degli antroponimi un aiuto molto valido viene dai documenti presenti in ogni archivio come quelli diocesani (liber baptizatorum, liber matrimoniorum, liber mortuorum), quelli comunali (anagrafe) e quelli religiosi (Martyrologium romanum).

## Antroponimi in Italia
Nell'età romana la tradizionale formula onomastica maschile era costituita da tre elementi, i cosiddetti tria nomina: praenomen (o nome individuale), nomen (o gentilizio) e cognomen (o soprannome). In alcuni casi veniva aggiunto anche un supernomen. Questo sistema mutò lentamente a partire dal III secolo d.C., cominciando dai ceti più bassi, dapprima con la perdita del praenomen (l'elemento più debole, riducendosi a una varietà molto ridotta) e poi del nomen, fino ad arrivare, verso il V secolo con l'affermarsi del cristianesimo e l'allargamento del diritto di cittadinanza romana, al nomen unicum.
Fino alla metà del XV secolo, in Italia, la gente comune, cioè eccettuati i nobili, non aveva un cognome e si chiamava col nome di battesimo, cui si aggiungeva, per evitare confusione, o un patronimico o il luogo di nascita o residenza. Talvolta si indicavano entrambi, oppure due patronimici (quello del padre e quello del nonno).

Successivamente all'introduzione dei cognomi, l'identificazione nei documenti ufficiali, per evitare confusione fra omonimi, avveniva attraverso l'indicazione del nome proprio del padre, e talvolta anche della madre (cosiddetta "paternità" e "maternità"), attraverso la forma di (es.: "Giovanni Rossi di Mario") oppure fu (es:. "Giovanni Rossi fu Mario"), nel caso di padre già deceduto. Dal 1958 con il D.P.R. n. 432/1957 è stata abolita tale indicazione per non mettere in imbarazzo chi era "figlio di N.N." (dal latino nesciō nōmen, "ignoro il nome [del padre]", talvolta accostato paretimologicamente a non noto), come si diceva, ed è diventata obbligatoria l'identificazione attraverso l'indicazione del luogo e della data di nascita.
L'ordine ufficiale è quello nome personale – cognome, ma l'uso burocratico di anteporre il cognome senza nessun segno separatore ha fatto sì che in molte circostanze (per esempio sulle cassette delle lettere) l'ordine più comune, sebbene non corretto, sia quello cognome – nome personale.
In Italia, i prenomi sono, molto spesso, quelli della tradizione cattolica, ma non mancano nomi derivanti da tradizioni precedenti (ebraica, greca, romana, germanica), da culture straniere o da consuetudini locali. I prenomi più diffusi sono circa 17 000, ma sono solo 300 quelli veramente comuni, tanto che da soli sono utilizzati da oltre 3/4 della popolazione.